# Блок 2
Блок 2 је део Градске општине Нови Београд и спада у један од најстаријих блокова изграђених у овој општини. Блок је грађен од 1957. године до 1962. године. Градили су га ГП Рaд, ГП Трудбеник и ГП Комград

## Положај
Налази се на централној локацији општине, у близини зграде општине Нови Београд. Трапезног је облика, са ужим крајем код кружног тока – раскрснице улица Михајла Пупина, Омладинских бригада и Париске комуне. Поред улица Михајла Пупина и Париске комуне, ограничен је улицама Маршала Толбухина и Отона Жупанчича.

## Грађевине
У блоку се углавном налазе стамбене зграде, од којих неколико једнаких солитера карактеристичних за Нови Београд. Блок је богат зеленим површинама, игралиштима за децу, стазама за шетњу и бициклистичким стазама.  Осим стамбених зграда, ту је смештен и вртић „Изворчић“, као и Средња туристичка школа. Одлуком Министра просвете Републике Србије, 17. јуна 2002. године, угашена је Основна школа „Лењин“ у улици Отона Жупанчича бр. 4, а школска зграда је дата на коришћење Средњој туристичкој школи.

## Спортски терен
Вероватно најпознатији објекат у блоку 2 је спортски, кошаркашки терен „Ранч“. На њему су стасале многобројне генерације, а од познатијих ту су начинили своје прве кошаркашке кораке Марко и Срећко Јарић, Мока Славнић је играо „два на два”, а Александар Ђорђевић је увежбавао тројке.
У блоку постоје терени за фудбал, кошарку  и дечје игралиште,као и пуно зелених површина. У блоку постоји вртић "Изворчић", пре је постојала и ОШ "Владимир Лењин", а данас је то "Средња туристичка школа".

## Околина
У околини блока се налазе и Дом здравља, Институт за здравствену заштиту мајке и детета Србије „Др Вукан Чупић“, основне и средње школе (Туристичка, Графичка и 9. београдска гимназија, затворена пијаца „Стари Меркатор“, Хала спортова „Ранко Жеравица“, пошта, банке, биоскоп Фонтана, бројни малопродајни и угоститељски објекти.

## Саобраћај
Блок 2 је бројним аутобуским линијама повезан са центром града и осталим градским подручјима. У Булевару Михајла Пупина су стајалишта линија 16, 17, 73, 82, 83, 85, 88, 607, 610, 611, 612, 613, 711. Улицом Париске комуне пролазе аутобуси на линијама 18, 65, 72, 75, 76, 77, 78, 82, као и линија А1 за аеродром „Никола Тесла“.

## Галерија
- Блок 2, Нови Београд, кошаркашки терени
- Блок 2, Нови Београд
- Блок 2, Нови Београд, поглед на Средњу туристичку школу
- Блок 2, Нови Београд, поглед из солитера